# Thomas Nyström (musiker)
Thomas Nyström, född 1971 i Falun, är en svensk musiker och ljudtekniker.
Tillsammans med Jens Blylod startade Nyström 1995 bandet D-club som mellan 1996 och 2003
turnerade runt i Sverige. 2003 bildade han bandet Prey som 2005 gav ut sitt debutalbum The Hunter på Mausoleum Records.